# Pachylemur
 Pachylemur  ist eine ausgestorbene Gattung der Primaten aus der Familie der Gewöhnlichen Makis (Lemuridae), die bis vor mindestens 1000 Jahren auf der Insel Madagaskar lebte.
Das Skelett von Pachylemur ähnelt stark dem der Varis, und manchmal werden die Tiere in dieselbe Gattung (Varecia) eingeordnet. Ihr Schädel war allerdings etwas größer (rund 11 bis 13 Zentimeter lang) und breiter gebaut, auch die Gliedmaßen waren etwas robuster, was auf eine stärker terrestrische Lebensweise hindeutet. Ihr Gewicht wird auf rund 8 bis 10 Kilogramm geschätzt. Die Nahrung dürfte aus Früchten und eventuell auch aus härterem pflanzlichen Material bestanden haben.
Die Fossilien zweier Arten, Pachylemur insignis und Pachylemur jullyi, wurden im nördlichen, mittleren und südöstlichen Madagaskar gefunden; diese werden auf ein Alter von 1000 bis 2000 Jahren datiert. Wann die Gattung ausstarb, ist nicht genau bekannt, man vermutet, dass sie bis vor 500 Jahren überlebt haben könnte.

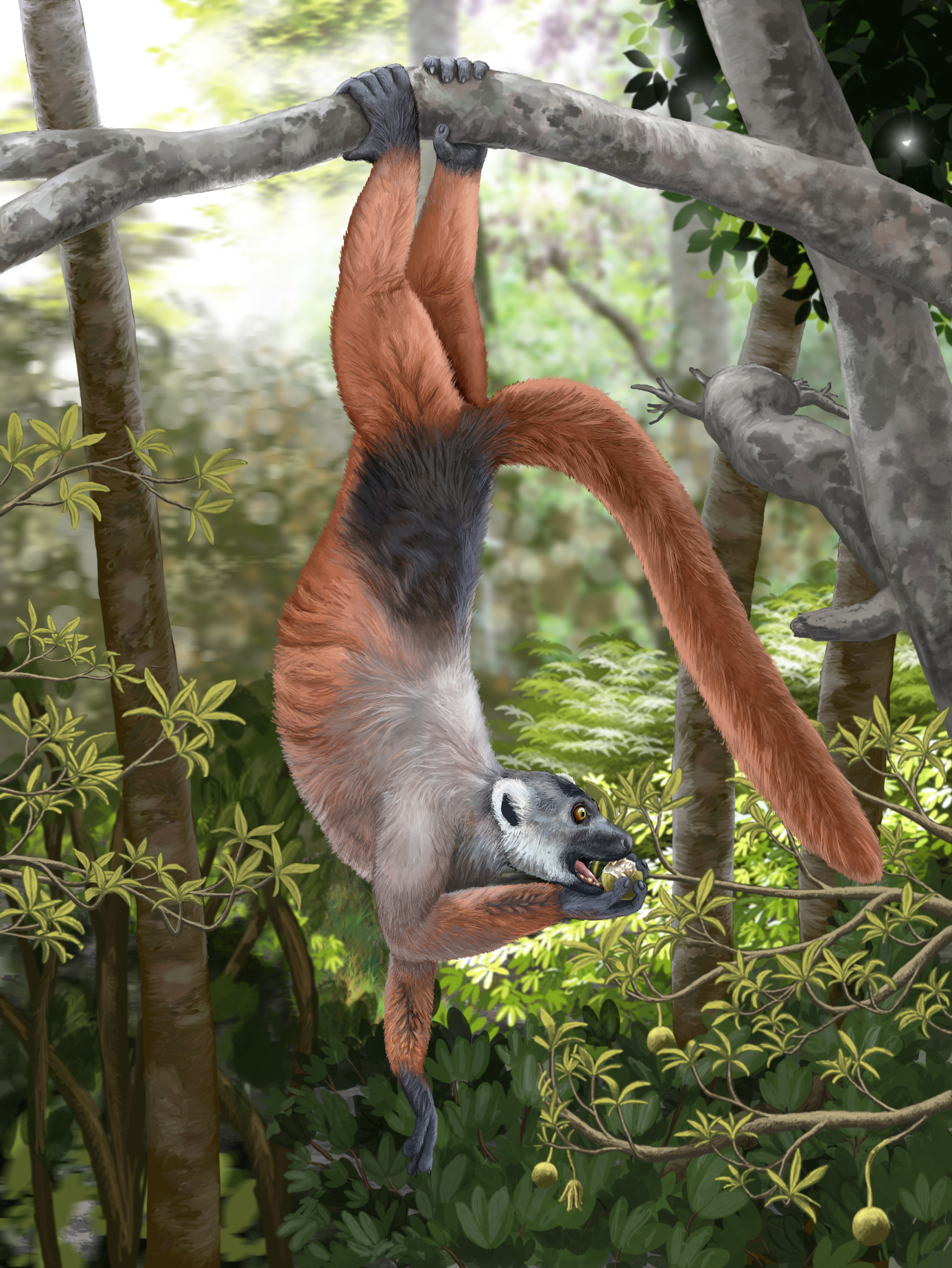
Zeichnerische Rekonstruktion des Pachylemur insignis

Die Gründe für das Aussterben dürften in der Bejagung liegen. Madagaskar wurde erst vor rund 1500 Jahren von Menschen besiedelt, und in der Folge sind eine Reihe von Tieren, darunter viele Primatenarten, verschwunden, vornehmlich die größeren Arten. Pachylemur zählt zu den kleinsten ausgestorbenen madagassischen Primaten, die teilweise bodenbewohnende Lebensweise dieser Tiere dürfte diese Vorgänge begünstigt haben.